# Mikrodeletionssyndrom 2q23.1
Das Mikrodeletionssyndrom 2q23.1 ist eine sehr seltene angeborene Erkrankung mit den Hauptmerkmalen jeweils erheblicher geistiger Behinderung, Sprachentwicklungsverzögerung, Problemverhalten, Minderwuchs und Krampfanfälle.
Synonyme sind: Del(2)(q23.1); Monosomie 2q23.1; Pseudo-Angelman-Syndrom
Die Erstbeschreibung stammt aus dem Jahre 2007 durch die Humangenetikerin Janine Wagenstaller und Mitarbeiter.

## Verbreitung
Die Häufigkeit wird mit unter 1 zu 1.000.000 angegeben, bislang wurde über 15 Betroffene berichtet. Über einen Vererbungsmechanismus ist nichts bekannt.

## Ursache
Der Erkrankung liegen Mutationen im MBD5-Gen auf Chromosom 2 Genort q23.1 zugrunde, welches für das Methyl-CpG-binding domain Protein 5 kodiert.

## Klinische Erscheinungen
Klinische Kriterien sind:
- Geistige Behinderung
- Sprachentwicklungsstörung
- Gesichtsauffälligkeiten wie weiter und offener Mund, zeltförmige Oberlippe und prominente Schneidezähne
- Mikrozephalie
- Verhaltensauffälligkeiten wie stereotypes Verhalten, Hyperaktivität, unangemessenes Lachen
- Brachydaktylie, kleine Hände und Füße
- Kleinwuchs
- Krampfanfälle

## Differentialdiagnose
Abzugrenzen ist u. a. das Angelman-Syndrom und  das Kleefstra-Syndrom.